# Sorokina (schimmelgeslacht)
Sorokina is een geslacht van schimmels uit de familie Helotiales. De familie is nog niet eenduidig bepaald (incertae sedis). De typesoort is Sorokina microspora.

## Soorten
Volgens Index Fungorum telt het geslacht negen soorten (peildatum februari 2022):
| Soortnaam               | Auteur(s)                                  | Publicatiejaar |
| ----------------------- | ------------------------------------------ | -------------- |
| Sorokina blasteniospora | Rehm                                       | 1900           |
| Sorokina bogoriensis    | Henn. & E. Nyman                           | 1899           |
| Sorokina caeruleogrisea | Spooner, Læssøe & Lodge                    | 1998           |
| Sorokina frondicola     | Joanne E. Taylor, K.D. Hyde & E.B.G. Jones | 2003           |
| Sorokina insignis       | Penz. & Sacc.                              | 1902           |
| Sorokina lignicola      | (Rodway) Dennis                            | 1958           |
| Sorokina microspora     | (Berk. ex Cooke) Sacc.                     | 1892           |
| Sorokina tjibodensis    | Henn. & E. Nyman                           | 1899           |
| Sorokina uleana         | Rehm                                       | 1900           |